# Ісіда Масако
Масако Ісіда (5 листопада 1980 , Біхоро ) — японська лижниця, дворазова чемпіонка зимових Азійських ігор 2011 року, призерка етапів Кубка світу, учасниця чотирьох Олімпійських ігор (2006, 2010, 2014, 2018) та десяти чемпіонатів світу. Спеціалістка з дистанційних перегонів, сильніше виступає в перегонах класичним стилем.

## Спортивна кар'єра
У Кубку світу Ісіда дебютувала 2001 року, а в березні 2009 року вперше зійшла на п'єдестал пошани на етапі Кубка світу. Найкраще досягнення Ісіди в загальному заліку Кубка світу — 17-те місце в сезоні 2012—2013 рр.
На Олімпіаді-2006 у Турині посіла 35-те місце в дуатлоні 7,5+7,5 км, 31-ше — в перегонах на 10 км класичним стилем та 12-те місце в естафеті.
На Олімпіаді-2010 у Ванкувері взяла участь у трьох перегонах: у дуатлоні 7,5+7,5 км стала 20-ю, у мас-старті на 30 км 5-ю, а в естафеті 8-ю.
За свою кар'єру взяла участь у десяти поспіль чемпіонатах світу (2003—2021), найкращі результати: 7-ме місце в перегонах на 10 км вільним стилем 2015 року і 4-те місце в командному спринті 2009 року.
Використовує лижі та черевики виробництва фірми Salomon Sports.

## Результати за кар'єру
Усі результати наведено за даними Міжнародної федерації лижного спорту.

### Олімпійські ігри
| Рік  | Вік | 10 км індивідуальні пер. | 15 км скіатлон | 30 км мас-старт | Спринт | 4 × 5 км естафета | Командна першість спринт |
| ---- | --- | ------------------------ | -------------- | --------------- | ------ | ----------------- | ------------------------ |
| 2006 | 25  | 31                       | 35             | —               | —      | 12                | —                        |
| 2010 | 29  | —                        | 20             | 5               | —      | 8                 | —                        |
| 2014 | 33  | 14                       | 10             | 23              | —      | —                 | —                        |
| 2018 | 37  | 18                       | 14             | 10              | —      | —                 | —                        |

### Чемпіонати світу
| Рік  | Вік | 10 km | 15 km | Переслідування | 30 km | Спринт | 4 × 5 км естафета | Командна першість спринт |
| ---- | --- | ----- | ----- | -------------- | ----- | ------ | ----------------- | ------------------------ |
| 2003 | 22  | 37    | 36    | —              | —     | —      | 11                | Н/Д                      |
| 2005 | 24  | —     | Н/Д   | 42             | 28    | —      | 12                | —                        |
| 2007 | 26  | —     | Н/Д   | 26             | 13    | —      | 8                 | —                        |
| 2009 | 28  | 8     | Н/Д   | 14             | —     | —      | 7                 | 4                        |
| 2011 | 30  | 17    | Н/Д   | 11             | DNS   | —      | 10                | 8                        |
| 2013 | 32  | —     | Н/Д   | 10             | 10    | —      | —                 | —                        |
| 2015 | 34  | 7     | Н/Д   | 17             | 19    | —      | —                 | —                        |
| 2017 | 36  | 19    | Н/Д   | 10             | 22    | —      | —                 | —                        |
| 2019 | 38  | 26    | Н/Д   | —              | 24    | —      | 14                | —                        |
| 2021 | 40  | 26    | Н/Д   | 26             | 11    | —      | 10                | —                        |

### Кубки світу

#### Підсумкові місця в Кубку світу за роками
| Сезон | Вік | Місце в дисципліні | Місце в дисципліні | Місце в дисципліні | Місце в Скі Тур | Місце в Скі Тур | Місце в Скі Тур | Місце в Скі Тур   | Місце в Скі Тур |
| Сезон | Вік | Загалом            | Дистанція          | Спринт             | Nordic Opening  | Тур де Скі      | Скі Тур 2020    | Фінал Кубка світу | Скі Тур Канада  |
| ----- | --- | ------------------ | ------------------ | ------------------ | --------------- | --------------- | --------------- | ----------------- | --------------- |
| 2001  | 20  | НК                 | Н/Д                | НК                 | Н/Д             | Н/Д             | Н/Д             | Н/Д               | Н/Д             |
| 2003  | 22  | НК                 | Н/Д                | —                  | Н/Д             | Н/Д             | Н/Д             | Н/Д               | Н/Д             |
| 2004  | 23  | 97                 | 77                 | —                  | Н/Д             | Н/Д             | Н/Д             | Н/Д               | Н/Д             |
| 2005  | 24  | 88                 | 57                 | НК                 | Н/Д             | Н/Д             | Н/Д             | Н/Д               | Н/Д             |
| 2006  | 25  | 60                 | 47                 | —                  | Н/Д             | Н/Д             | Н/Д             | Н/Д               | Н/Д             |
| 2007  | 26  | 60                 | 39                 | —                  | Н/Д             | —               | Н/Д             | Н/Д               | Н/Д             |
| 2008  | 27  | 72                 | 47                 | НК                 | Н/Д             | —               | Н/Д             | —                 | Н/Д             |
| 2009  | 28  | 33                 | 23                 | 51                 | Н/Д             | —               | Н/Д             | 24                | Н/Д             |
| 2010  | 29  | 60                 | 36                 | 83                 | Н/Д             | —               | Н/Д             | —                 | Н/Д             |
| 2011  | 30  | 37                 | 21                 | НК                 | 23              | НФ              | Н/Д             | —                 | Н/Д             |
| 2012  | 31  | 18                 | 13                 | 56                 | 27              | 12              | Н/Д             | 19                | Н/Д             |
| 2013  | 32  | 17                 | 11                 | 77                 | 9               | —               | Н/Д             | 15                | Н/Д             |
| 2014  | 33  | 18                 | 14                 | НК                 | 18              | 10              | Н/Д             | 12                | Н/Д             |
| 2015  | 34  | 81                 | 50                 | НК                 | 35              | —               | Н/Д             | Н/Д               | Н/Д             |
| 2016  | 35  | 60                 | 39                 | НК                 | 47              | —               | Н/Д             | Н/Д               | —               |
| 2017  | 36  | 45                 | 27                 | НК                 | 36              | —               | Н/Д             | —                 | Н/Д             |
| 2018  | 37  | 42                 | 26                 | НК                 | 22              | —               | Н/Д             | 17                | Н/Д             |
| 2019  | 38  | 26                 | 18                 | НК                 | 31              | 8               | Н/Д             | —                 | Н/Д             |
| 2020  | 39  | 41                 | 28                 | НК                 | 20              | —               | 23              | Н/Д               | Н/Д             |
| 2021  | 40  | 92                 | 59                 | НК                 | 33              | —               | Н/Д             | Н/Д               | Н/Д             |

#### П'єдестали в особистих дисциплінах
- 2 п'єдестали

| № | Сезон   | Дата            | Місце пров.                | Перегони                     | Рівень      | Місце |
| - | ------- | --------------- | -------------------------- | ---------------------------- | ----------- | ----- |
| 1 | 2008–09 | 14 березня 2009 | Тронгейм (Норвегія)        | 30 км мас-старт К            | Кубок світу | 3-тє  |
| 2 | 2016–17 | 4 лютого 2017   | Пхьончхан (Південна Корея) | 7,5 км + 7,5 км скіатлон К/В | Кубок світу | 3-тє  |